# Orp-Jauche
Orp-Jauche (em valão: Oû-Djåce) é um município da Bélgica localizado no distrito de Nivelles, província de Brabante Valão, região da Valônia.